# Katagami
Pour l’article homonyme, voir Katagami (Akita).

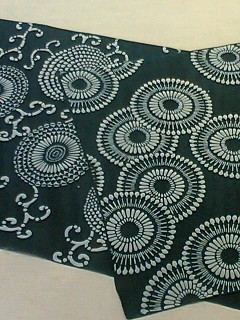

Les katagami (型紙) (Japon) sont des pochoirs, utilisés pour teindre des étoffes et y imprimer des motifs. Cette technique se rapproche du batik, nom indonésien pour désigner une pratique internationale. Les katagamis ont un grand rôle non seulement dans la culture japonaise mais aussi dans l’art occidental.

## Origine deskatagami

### Époque de Nara[1]
L'origine du katagami remonte à l'époque de Nara. À ce moment, il existait différentes techniques de teinture pour obtenir les motifs :
- la technique surie : elle consiste à graver un motif en relief sur une planche de bois qu’on enduit alors de teinture. Le motif apparaît alors lorsqu’on applique le tissu ;
- la technique kyôkechi : ici, il suffit de graver deux plaques de bois à l'identique, de percer des trous dans l'une des plaques au niveau des motifs. Les artisans plaçaient ensuite le tissu entre les deux plaques, les pressaient au maximum. Ils versaient alors la teinture dans les trous, et le motif apparaissait ;
- la technique rôkechi : pour cette technique, les artisans utilisaient des plaques de bois comme pour la technique surie, qu'ils enduisaient cette fois de cire. Ils appliquaient ensuite le tissu sur cette même plaque, la cire allait alors sur le tissu qui était plongé dans la teinture. Une fois la cire retirée, on apercevait le motif en blanc.

Toutes ces techniques sont les « ancêtres » du katagami.

### Époque de Heian[2]
Les motifs teints étaient là pour remplacer les motifs tissés au cas où les étoffes utilisées soient trop fragiles pour supporter le tissage. À l’époque de Heian, les étoffes aux motifs tissés connaissent un grand succès et donc évidemment la teinture était de moins en moins fréquente et il n'y a donc pas eu d'évolution technique spectaculaire. Néanmoins, il y a eu quelques changements : la teinture dans la technique surie a été remplacée par de l'encre de Chine et surtout l'idée d’utiliser des patrons en papier commença à sortir des esprits.

### Époque de Kamakura[3]
À cette époque, une nouvelle technique innovante apparaît : l'utilisation de patron en papier et de colle de riz. Les artisans tendaient le tissu, ils y appliquaient le patron en papier, puis la colle, ils teignaient le tout. Le motif ressortait blanc sur un fond de couleur : le premier katagami était né.

## Technique d'utilisation

### Technique de teinture
Une fois l'apparition des katagami, les techniques les utilisant se diversifièrent :
- la technique komon : les artisans utilisaient plusieurs pochoirs. Certains des motifs étaient créés en appliquant directement la teinture sur les pochoirs, d'autres avec la traditionnelle colle de riz. Cette technique était assez complexe et on ne l'utilisait que pour les vêtements des guerriers et des classes supérieurs de la bourgeoisie ;
- la technique chûgata : cette technique ne diffère pas trop de la technique komon excepté quelques détails : les motifs étaient plus grands, la composition de la colle et la forme de la spatule (pour enduire la colle) étaient différentes et enfin le tissu sur lequel étaient imprimés les motifs passa de la soie à la cotonnade[4]. Cette technique était donc accessible aux classes populaires ;
- la technique wa-zarasa : ce procédé de teinture mêlait les techniques ancestrales avec les plaques en bois et les katagami.

### Le papier, matériel de base dukatagami
Un seul katagami est assez résistant pour teindre de vingt à trente tan. Les katagami devaient donc être réalisés dans un papier assez robuste, qui ne se déformait pas. On utilisait alors du papier japonais : le washi. Ce papier était obtenu en faisant bouillir de l'écorce de mûrier avec une solution végétale et des cendres. Cette mixture était alors réduite à l'état de pulpe. Cette pulpe était ensuite mélangée à de la glu végétale. Le mélange était déposé sur des treillis rectangulaires. Les feuilles étaient alors pressées pour extraire l'eau. Ensuite, les feuilles étaient séchées au soleil. Pour créer un pochoir, il fallait assembler plusieurs de ces feuilles avec du jus de kaki. Enfin, deux à trois ans de repos étaient nécessaires pour finaliser la plaque qui servirait de pochoir.

### Technique de découpage
Les motifs des katagami étaient gravés à la main avec un outil tranchant suivant les lignes d’un motif dessiné auparavant. Il existait plusieurs méthodes de découpage :
- la méthode kiri-bori : pour cette méthode, on utilisait un poinçon à pointe semi-circulaire finement aiguisée. Cette méthode était destinée à former de petits motifs, le poinçon servait à percer une multitude de petits trous et fait apparaître le motif en pointillés ;
- la méthode shima-bori : pour cette méthode, les artisans utilisaient cette fois un canif et le découpage était en rayure ;
- la méthode tsuki-bori : pour cette technique, on utilisait aussi un canif et on s’en servait pour les motifs chûgata, des motifs qui mêlaient courbe et ligne droite ;
- la méthode dôgu-bori : l'outil utilisé pour cette technique avait déjà la forme du motif, c'était donc un découpage à l'emporte-pièce.

### La dernière étape: teindre
Une fois les motifs du katagami créés, il suffisait de teindre. Pour cela, il fallait tendre le tissu sur une planche, poser le pochoir, appliquer la colle de riz avec une spatule, et enfin plonger le tissu dans la teinture. Le tissu était alors rincé. La dernière opération consistait à faire quelques retouches à l’aide d’un pinceau ou d’une brosse en cas de bavure de la teinture.

## Leskatagamien Occident
Vers les années 1850, le Japon s'ouvre au monde. Les Occidentaux se plaisent alors à découvrir cette nouvelle culture. Très vite, tous les artistes d'Europe s'intéressent à l’art japonais. À la fin du XIXe siècle, les artistes allemands et autrichiens ne supportent plus la domination artistique française et souhaitent changer l'art [référence manquante]. Ils s'inspirent alors de l'art japonais. À partir des années 1890, les katagami rentre dans les rayons de grands magasins européens et surtout dans les grandes collections. Pour la première fois, en 1888, l'expression « Art nouveau » est utilisée pour désigner l'art japonais. C’est l'Allemand Siegfried Bing qui utilisera cette nouvelle expression artistique et c'est ce même Allemand qui lancera la mode des katagami. En 1890, les Belges s'intéressent aux katagami. Cette technique semble peu coûteuse et permet alors aux classes populaires d'avoir accès à l’art et à la culture japonaise. Plus tard, cette technique se transformera en un moyen d'exprimer son art, un art moderne. Cet intérêt pour l'art japonais donne finalement naissance à l'Art nouveau, puis à l'Art déco. On s'aperçoit bien que les artistes de l'Art nouveau s'inspirent des motifs des katagami. Cette influence s'étend aux pays voisins comme en France avec les peintures de Maurice Denis ou les bijoux de René Lalique. Les katagami ont donc donné un coup de pouce à la création du style Art nouveau, ont influencé l’Art déco et sont utilisés dans l'architecture.